# Aleš Briscein

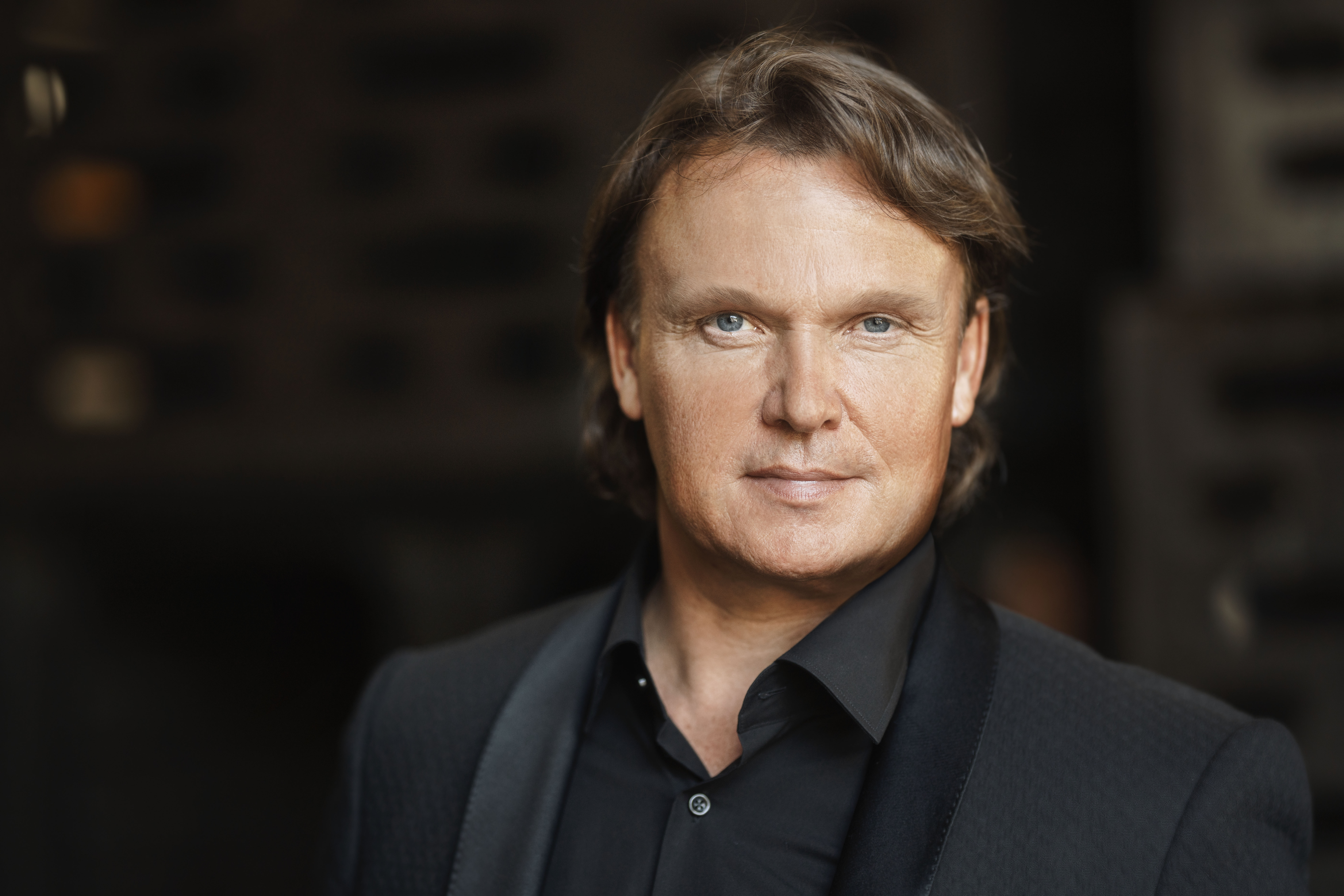
Mgr. Aleš Briscein (2019)

Aleš Briscein (* 25. ledna 1969 Liberec) je český operní pěvec, vystupující v českých i zahraničních scénách. Za rok 2018 se umístil na 7. místě v žebříčku nejvytíženějších operních pěvců od odborného hudebního portálu Bachtrack.

## Životopis
Původně vystudoval hru na klarinet a saxofon a poté operní zpěv na Pražské konzervatoři. Ve studiích pokračoval na Západočeské univerzitě v Plzni. Svou profesionální kariéru zahájil v roce 1995, když měl premiéru ve Státní opeře Praha jako Tamino v Mozartově Kouzelné flétně, kde v krátké době nastudoval mnoho rolí.
Během turné v Japonsku roce 1999 se představil jako Tamino a o rok později jako Kudrjáš v Janáčkově Kátě Kabanové. Při premiéře této opery ho doprovázela Tokijská filharmonie, která si ho vybrala i pro provedení Janáčkovy opery Z mrtvého domu v roce 2003. Téhož roku zpíval v Manonu od Julese Masseneta ve Vancouveru a v Donizettiho Donu Pasqualovi na Kypru. V říjnu 2004 zahájil spolupráci s pařížskou Opérou national de Paris, kde úspěšně vystoupil jako Jeník ve Smetanově Prodané nevěstě a následně zde vystupoval v řadě her.
V roce 2008 vystoupil v Janáčkových operách v Teatro Real v Madridu, v Ciudad de México a absolvoval turné po Japonsku s Opérou national de Paris. V roce 2010 zpíval roli Jeníka ve Valencii a v Antverpách vystupoval v Bergově Vojckovi. V sezóně 2011/2012 zpíval ve vídeňské Volksoper jako Princ v Dvořákově Rusalce. Následující sezónu účinkoval v Janáčkově opeře Její pastorkyňa v Bavorské státní opeře, v Chorvatském národním divadle v Záhřebu a ve Smetanově opeře Dvě vdovy vystupoval ve francouzském Nantes.
V sezóně 2013/2014 vystupoval v Komische Oper Berlin v roli Ferranda v Mozartově Così fan tutte. V Její pastorkyni účinkoval v Oper Graz ve Štýrském Hradci, v Oper Frankfurt ve Frankfurtu nad Mohanem, dále v Bologni a Římě, Budapešti, Divadle na Vídeňce ve Vídni a v Deutsche Oper Berlin. Vystupuje i v Praze, Brně, Ostravě, v Liberci a dalších. Vystoupil i na řadě významných mezinárodních hudebních festivalech, například na londýnských PROMS, Tiroler Festspiele Erl a Mezinárodním hudebním festivalu Pražské jaro.
V roce 2012 obdržel cenu Thálie v oboru opera za mimořádný výkon v roli Romea ve hře Romeo a Julie v Národním divadle moravskoslezském v Ostravě a v roce 2014 v roli Jaroměra ve hře Pád Arkuna v Národním divadle v Praze. Téhož roku získal Výroční cenu internetového portálu Opera PLUS. V roce 2018 obdržel rakouskou cenu Musiktheaterpreis za výkon v opeře a Pamětní medaili za šíření hudby Leoše Janáčka u nás i v zahraničí.

## Operní role (výběr)

### Opéra national de Paris
- Prodaná nevěsta (B. Smetana)
- Ariadna na Naxu (R. Strauss)
- Růžový kavalír (R. Strauss)
- Elektra (R. Strauss)
- Z mrtvého domu (L. Janáček)
- Věc Makropulos (L. Janáček)
- La traviata (G. Verdi)

### Divadlo Josefa Kajetána Tyla
- Prodaná nevěsta (B. Smetana)
- Veselá vdova (Franz Lehár)

### Národní divadlo
- Kouzelná flétna (W. A. Mozart)
- La traviata (G. Verdi)
- Lazebník sevillský (G. Rossini)
- Evžen Oněgin (P. I. Čajkovskij)
- Don Giovanni (W. A. Mozart)
- Così fan tutte (W. A. Mozart)
- Nápoj lásky (G. Donizetti)

### Národní divadlo moravskoslezské
- Kouzelná flétna (W. A. Mozart)
- Její pastorkyňa (L. Janáček)
- La traviata (G. Verdi)
- Romeo a Julie (Ch. Gounod)
- Věc Makropulos (L. Janáček)
- Prodaná nevěsta (B. Smetana)

### Národní divadlo Brno
- La traviata (G. Verdi)
- Lazebník sevillský (G. Rossini)
- Evžen Oněgin (P. I. Čajkovskij)
- Netopýr (J. Strauss mladší)
- Rusalka (A. Dvořák)
- Don Giovanni (W. A. Mozart)

### Jihočeské divadlo
- Rusalka (A. Dvořák)
- Dalibor (B. Smetana)